# Agostino Bonaventura Coletti
Agostino Bonaventura Coletti (Lucca, 1680 – Venezia, 1752) è stato un organista e compositore italiano.

## Biografia
Nato e formatosi a Lucca, dopo un esordio come compositore di musica operistica, ben presto cominciò a dedicarsi anche al genere sacro e religioso. Nel 1707 esordì presso il Teatro Sant'Angelo di Venezia col suo dramma pastorale in tre atti Ifigenia, su libretto di Pietro Riva. Tanto gli valse in fama questa rappresentazione da valergli il posto di terzo organista presso la basilica di San Marco già nel 1714. Con la promozione a Maestro di cappella di Antonio Lotti, divenne primo organista della Basilica.
Fu secondo organista anche nella Chiesa dei SS. Apostoli, laddove era titolare il suo amico e maestro Benedetto Marcello.
Morì a Venezia nel 1752.

## Composizioni
- Bruto e Cassio (cantata, 1699)
- Prassitele in Gnido (dramma pastorale in tre atti, 1700, su libretto di Aurelio Aureli)
- MuzioScevola (cantata, 1723)
- Cedro, re d'Atene (cantata, 1726)
- Timoleonte, cittadino di Corinto (cantata, 1729)
- Paride in Ida (dramma pastorale in tre atti, 1706, su libretto di F. Marzari o Mazzari)
- Ifigenia (dramma pastorale in tre atti, 1707, su libretto di Pietro Riva)
- Armonici tributi o XII cantate a voce sola e cembalo, op. 1 (1709/1699)
- Isacco, figura del Redentore (oratorio, 1741)